# Klucz Frontowy Nr 7 (Wy)
Klucz Frontowy Nr 7 (Wy) – polska jednostka lotnicza utworzona we Francji w 1940 w jako jednostka Polskich Sił Powietrznych.
Jednostka została przydzielona do francuskiej Groupe de Chasse II/10 stacjonującej w Bernay w pobliżu Amiens i latała na samolotach Bloch MB.152.

## Piloci jednostki
- mjr Eugeniusz Wyrwicki – dowódca
- ppor. Jerzy Radomski
- ppor. W Barański
- ppor. Rajmund Kalpas
- ppor. Jerzy Poniatowski
- ppor. Hieronim Dudwał
- plut. Kazimierz Sztramko
- plut. Mieczysław Adamek